# Häutligen
Häutligen là một đô thị ở huyện Konolfingen trong bang Bern ở Thụy Sĩ. Đô thị này có diện tích 3 km², dân số tháng 12 năm 2020 là 256 người.